# Хетерогене равнотеже

## Увод
Изучавање хетерогених равнотежа подразумева проучавање понашања термодинамичких система у зависности од притиска, температуре и састава.
{\displaystyle p,T,x_{1},x_{2},...}.
Понашање хетерогених равнотежа се представља у дијаграму стања. {\displaystyle p,T,x_{1}} је једнокомпонентни систем - приказује се као комбинација {\displaystyle p,T} (Слика 1.) или {\displaystyle T,x_{1}} (Слика 2.). 
На основу ових дијаграма можемо пратити понађање материјала. Када посматрамо двокомпонентни систем {\displaystyle p,T,x_{1},x_{2}} - сума {\displaystyle x_{1}+x_{2}} је увек константна. Довољно је знати концентрацију једне компоненте да би се одредила (или приказала) друга.
{\displaystyle x_{2}=1-x_{1}} (у молским уделима).
{\displaystyle x_{1}+x_{2}=100\%}.
Ако је у питању трокомпонентни систем 
{\displaystyle p,T,x_{1},x_{2},...}
{\displaystyle x_{1}+x_{2}+x_{3}=1}
{\displaystyle x_{3}=1-x_{1}-x_{2}}.
За приказ трокомпонентног система користи се трокомпонентни (тернерни) фазни дијаграм (Слика 3.).